# Saint-Haon-le-Châtel
Saint-Haon-le-Châtel este o comună în departamentul Loire din sud-estul Franței. În 2009 avea o populație de 588 de locuitori.

## Evoluția populației
| An        | 1975 | 1982 | 1990 | 1999 | 2006 | 2009 |
| --------- | ---- | ---- | ---- | ---- | ---- | ---- |
| Populație | 410  | 439  | 535  | 570  | 571  | 588  |